# Kim Chan-mi
Im Do Hwa (hangul: 임도화), nascida Kim Chan-mi (hangul: 김찬미; hanja: 金澯美; rr: Gim Chan-mi; MR: Son Ch'an-mi; Gumi, Gyeongsang do Norte, 19 de junho de 1996), mais frequentemente creditada apenas como Chanmi (hangul: 찬미), é uma cantora e atriz sul-coreana. Ela é popularmente conhecida por ter sido integrante do grupo feminino AOA.

## Biografia
Chanmi nasceu em 19 de junho de 1996 em Gumi, Coréia do Sul. Ela foi matriculada na escola de dança em uma idade ainda jovem, e realizava performance nas ruas de Gumi. Ela e seus dois irmãos foram criados por sua mãe depois que seus pais se divorciaram quando ela ainda estava na escola primária. Sua mãe recorreu a trabalho em salões de beleza, então Chanmi decidiu se tornar um ídolo para ajudar na situação financeira de sua mãe. Ela foi recrutada pela FNC Entertainment e se tornou uma trainee durante o ensino médio.

## Carreira

### AOA
Chanmi foi formalmente apresentada como integrante oficial do AOA em julho de 2012. Sua estreia oficial com o grupo ocorreu em 30 de julho no programa musical M! Countdown, onde elas apresentaram o single Elvis. Em meados de 2016, Chanmi estreou como integrante da segunda unidade do AOA, AOA Cream.

### Atividades individuais
Chanmi participou de várias competições individuais e foi reconhecida por suas habilidades de dança e fitness. Ela entrou na rodada final do programa Idol Dance Battle D-Style, exibido pela MBC Music em 2014 e participou em uma fase de dança solo e uma fase de dança conjunta no Festival DMC da MBC em 2015. Ela também competiu no Muscle Queen Project da KBS em 2016.
Ela realizou sua estreia como atriz com seu primeiro papel principal no drama What's Up With These Kids? como Geum Hye Ra. Ela atuou ao lado de N e Hongbin (membros do VIXX) em 16 de novembro de 2016.
Em março de 2017, revelou-se que Chanmi vai estrelar um show de variedades de sobrevivência chamado I Am An Actor. O primeiro episódio foi exibido em abril. Na final do show, Chanmi classificou-se primeiro e ganhou um papel em um próximo filme intitulado Lookism.
Em 2019, Im, junto com os membros do AOA: Yuna e Hyejeong, participaram do reality show AOA DaSaDanang Heart Attack Danang da Lifetime, onde os membros viajaram para Danang, no Vietnã, para uma aventura.
Em junho de 2019, Im Dohwa foi escalada para o web drama Love Formula 11M como Jiyoon. Em novembro de 2019, ela foi escalada para o novo programa piloto de variedades da MBC, House of Sharing. O programa começou a ser transmitido no início de dezembro de 2019.
Em 29 de junho de 2021, Im Dohwa foi confirmada para co-estrelar ao lado de Hyuk do VIXX no próximo filme rom-com A Different Girl.
Participou do reality show de realidade virtual Girls Reverse, que foi ao ar em 2 de janeiro de 2023. Ela foi eliminada na rodada vocal preliminar.
Em 2023, Dohwa participou do reality show de sobrevivência da Mnet: Queendom puzzle, no qual acabou terminando em 14° lugar, assim não debutando no grupo final.

## Vida pessoal
Em 25 de abril de 2022, ela mudou seu sobrenome de Kim para Im, seguindo o sobrenome de sua mãe.
Após sua aparição como Im Do-hwa em Girls Reverse, Chanmi anunciou que agora deseja usar o nome Do-hwa para todas as suas atividades futuras e que está ansiosa para seguir a carreira de atriz.

## Discografia

### Trilha sonoras
| Ano  | Título                        | Canção                        | Artista                                                                                      |
| ---- | ----------------------------- | ----------------------------- | -------------------------------------------------------------------------------------------- |
| 2019 | Love Formula 11M              | One More Chance               | com Yoon San Ha                                                                              |
| 2022 | Refresh 2022 OST              | Moon of Yesterday             | Solo                                                                                         |
| 2022 | Refresh 2022 OST              | Perfect Moment                | Solo                                                                                         |
| 2022 | Refresh 2022 OST              | Love Comes Slowly             | com KCM                                                                                      |
| 2022 | DNA Singer - Fantastic Family | A Midsummer Night's Sweetness | com Kim Hye Mi (sua irmã)                                                                    |
| 2023 | Queendom Puzzle               | SNAP                          | ATHENA                                                                                       |
| 2023 | Queendom Puzzle               | Rise Up                       | Elenco do programa                                                                           |
| 2023 | Queendom Puzzle               | Hopeless Romantic             | com Jiwoo, JURI, Fyeqoodgurl                                                                 |
| 2023 | Queendom Puzzle               | Overwater                     | com Shiroma Mira, SEOYEON, Lee Soo Jin, JIWOO, Fyeqoodgurl                                   |
| 2023 | Queendom Puzzle               | I DGA                         | com Elly (Weki Meki), YEOREUM (Cosmic Girls), Yeeun, YUKI (Purple Kiss), Fyeqoodgurl, HWISEO |
| 2023 | Queendom Puzzle               | Last Piece                    | com Elly (Weki Meki), YEOREUM (Cosmic Girls), Yeeun, JURI, JIWOO, HWISEO                     |

## Filmografia

### Dramas de televisão
| Ano  | Título                          | Papel                            | Notas     |
| ---- | ------------------------------- | -------------------------------- | --------- |
| 2016 | Click Your Heart                | Aparição especial como ela mesma | Webdrama  |
| 2016 | Entertainer                     | Aparição especial como ela mesma |           |
| 2016 | What’s Up With These Kids?      | Geum Hye-ra                      | Webdrama  |
| 2017 | My Father Is Strange            | Aparição especial como ela mesma |           |
| 2019 | A.I HER                         | Joo Ri                           | Web-drama |
| 2020 | 'Office Today, Romance Tomorrow | Kang Hyemi                       | web-drama |

### Programas de variedades
| Ano  | Título                            | Papel       | Emissora  | Notas                                     |
| ---- | --------------------------------- | ----------- | --------- | ----------------------------------------- |
| 2014 | Idol Dance Battle D-Style         | Concorrente | MBC Music |                                           |
| 2016 | Muscle Queen                      | Concorrente | KBS World |                                           |
| 2017 | I Am An Actor                     | Concorrente | K-Star    | Terminou como finalista em primeiro lugar |
| 2017 | Haha Land                         | Panel       | MBC       | [ 17 ]                                    |
| 2020 | Idol League Season 2              | MC          | Star K    |                                           |
| 2020 | DdaengDdaeng, What are You Doing? |             | Mobidic   |                                           |
| 2020 | Foreigner Quiz Show               | Convidada   |           |                                           |
| 2020 | Talk Talk Brunch Information      | Convidada   | SBS       |                                           |
| 2020 | Idol Radio                        | MC          |           | Apenas em alguns episódios                |